# Saint-Amand-Villages
Pour les articles homonymes, voir Saint-Amand.
Saint-Amand-Villages est une  commune française située dans le département de la Manche en région Normandie, peuplée de 2 523 habitants.
Elle est créée le 1er janvier 2017 sous le régime juridique des communes nouvelles par la fusion des deux communes de Saint-Amand et de Placy-Montaigu. Les communes deviennent des communes déléguées ; les communes associées de La Chapelle-du-Fest et de Saint-Symphorien-les-Buttes ne deviennent pas déléguées.

## Géographie

### Localisation
La commune nouvelle est aux confins du Bocage virois et du Pays saint-lois. Le territoire est à l'écart des axes routiers régionaux.

### Hydrographie
La commune est située dans le bassin Seine-Normandie. Elle est drainée par la Drôme, le cours d'eau 01 de la Bélinière, le ruisseau de Balencon, le ruisseau de Precurbin, le cours d'eau 01 de Bellée, le cours d'eau 01 de Mery, le cours d'eau 01 du Perroquet, le cours d'eau 05 de la Forge, le cours d'eau 05 du Bois, le cours d'eau 08 de la Forge, le fossé 01 de la Bouletière, le fossé 01 de la Monerie et le fossé 03 du Bosq,,.
La Drôme, d'une longueur de 58 km, prend sa source dans la commune de Souleuvre en Bocage et se jette  dans l'Aure à Maisons, après avoir traversé 26 communes. 

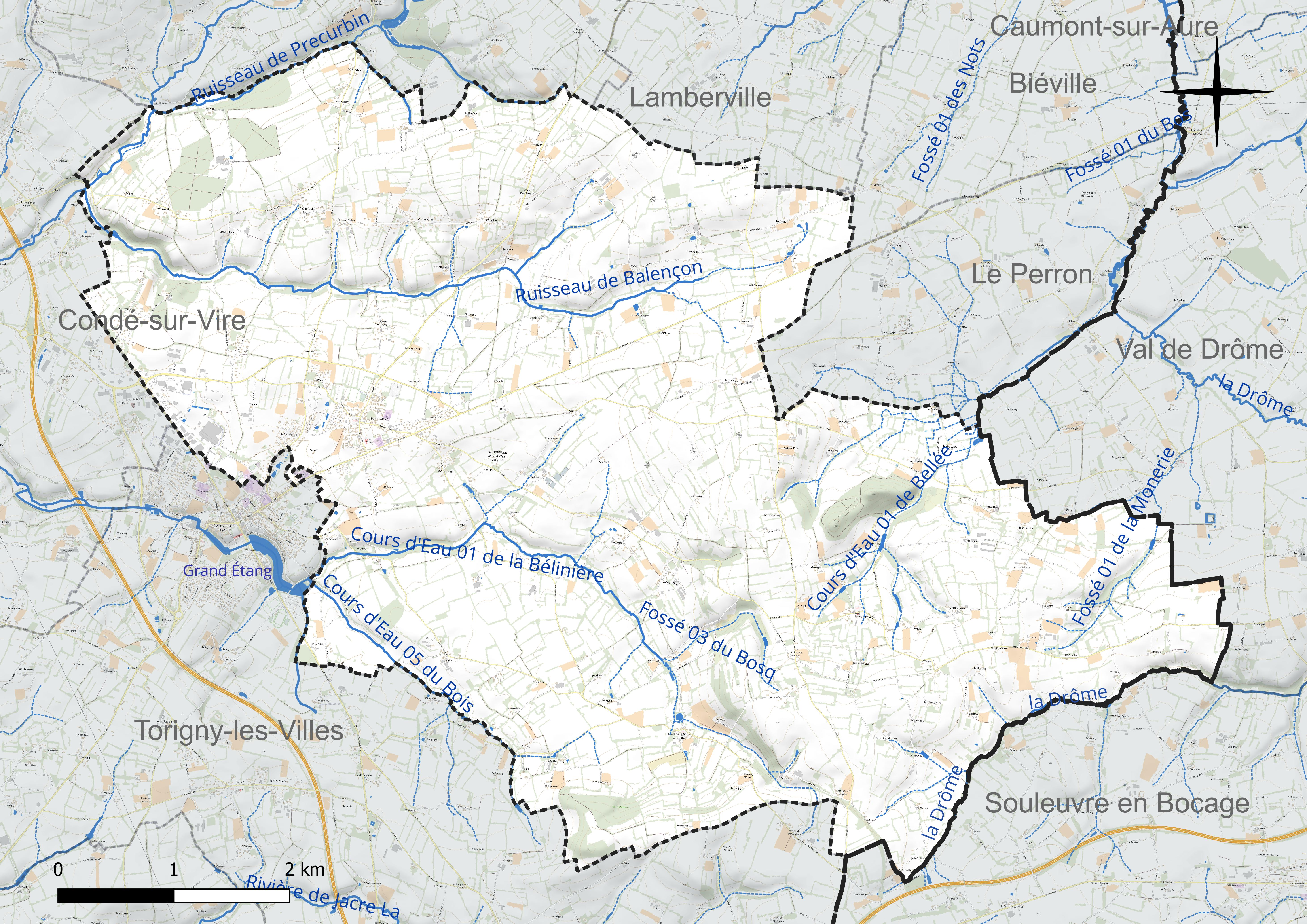
Réseau hydrographique de Saint-Amand-Villages.

### Climat
Pour des articles plus généraux, voir Climat de la Normandie et Climat de la Manche.
En 2010, le climat de la commune est de type climat océanique franc, selon une étude du CNRS s'appuyant sur une série de données couvrant la période 1971-2000. En 2020, Météo-France publie une typologie des climats de la France métropolitaine dans laquelle la commune est exposée à un climat océanique et est dans la région climatique Normandie (Cotentin, Orne), caractérisée par une pluviométrie relativement élevée (850 mm/a) et un été frais (15,5 °C) et venté. Parallèlement le GIEC normand, un groupe régional d’experts sur le climat, différencie quant à lui, dans une étude de 2020, trois grands types de climats pour la région Normandie, nuancés à une échelle plus fine par les facteurs géographiques locaux. La commune est, selon ce zonage, exposée à un « climat contrasté des collines », correspondant au Bocage normand, bien arrosé, voire très arrosé sur les reliefs les plus exposés au flux d’ouest, et frais en raison de l’altitude.
Pour la période 1971-2000, la température annuelle moyenne est de 10,4 °C, avec une amplitude thermique annuelle de 12,2 °C. Le cumul annuel moyen de précipitations est de 988 mm, avec 14,4 jours de précipitations en janvier et 8,6 jours en juillet. Pour la période 1991-2020, la température moyenne annuelle observée sur la station météorologique la plus proche, située sur la commune de Condé-sur-Vire à 5 km à vol d'oiseau, est de 11,3 °C et le cumul annuel moyen de précipitations est de 956,7 mm,. Pour l'avenir, les paramètres climatiques de la commune estimés pour 2050 selon différents scénarios d’émission de gaz à effet de serre sont consultables sur un site dédié publié par Météo-France en novembre 2022.

## Urbanisme

### Typologie
Au 1er janvier 2024, Saint-Amand-Villages est catégorisée commune rurale à habitat dispersé, selon la nouvelle grille communale de densité à sept niveaux définie par l'Insee en 2022.
Elle appartient à l'unité urbaine de Torigny-les-Villes, une agglomération intra-départementale regroupant deux  communes, dont elle est une commune de la banlieue,,. Par ailleurs la commune fait partie de l'aire d'attraction de Saint-Lô, dont elle est une commune de la couronne,. Cette aire, qui regroupe 63 communes, est catégorisée dans les aires de 50 000 à moins de 200 000 habitants,.

## Toponymie
L'hagiotoponyme, Saint-Amand, honore Amand de Maastricht, évangélisateur du Nord de la Gaule au VIIe siècle.
En 2016, à l'occasion de la création de la commune nouvelle, le suffixe Villages est ajouté pour désigner le nouveau territoire, le même choix que pour Moyon-Villages.
Les villages sont ceux de Saint-Amand, Placy-Montaigu, La Chapelle-du-Fest et de Saint-Symphorien-les-Buttes.

## Histoire

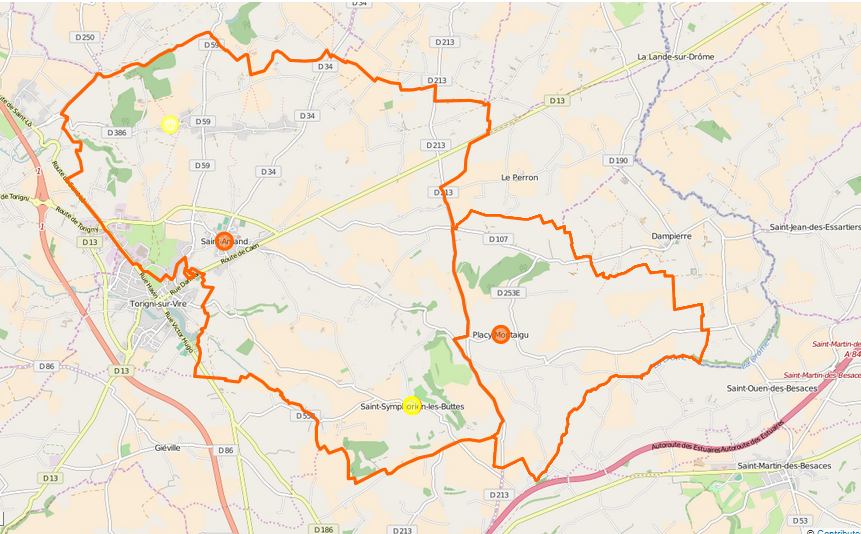
Les deux communes déléguées.

Concluant un projet initié en 2015, le périmètre était composé de cinq communes situés à l'Est de Torigni-sur-Vire et en bordure du Calvados : Saint-Amand, Biéville, Placy-Montaigu, Le Perron et Lamberville. Saint-Amand, voisin immédiat de Torigni, avait évoqué la possibilité de se rapprocher ensemble mais cette dernière préféra une autre composition pour former Torigny-les-Villes.
La charte fut finalement rédigée avec seulement trois communes et lors du vote final du conseil en juin 2016, la commune du Perron rejeta le projet la proposition. Les conseils de Saint-Amand et Placy-Montaigu se prononce favorablement pour la fusion sous le régime juridique des communes nouvelles instauré par la loi no 2010-1563 du 16 décembre 2010 de réforme des collectivités territoriales.. Les deux communes deviennent des communes déléguées et Saint-Amand est le chef-lieu de la commune nouvelle.

## Politique et administration

### Communes déléguées
| Nom                 | Code Insee | Intercommunalité  | Superficie (km2) | Population (dernière pop. légale) | Densité (hab./km2) |
| ------------------- | ---------- | ----------------- | ---------------- | --------------------------------- | ------------------ |
| Saint-Amand (siège) | 50444      | CA Saint-Lô Agglo | 29,20            | 2 284 (2021)                      | 78                 |
| Placy-Montaigu      | 50404      | CA Saint-Lô Agglo | 8,99             | 236 (2021)                        | 26                 |

### Liste des maires
| Période      | Période  | Identité       | Étiquette | Qualité                                                    |
| ------------ | -------- | -------------- | --------- | ---------------------------------------------------------- |
| janvier 2017 | En cours | Jean Lebouvier | UDI       | Artisan du bâtiment retraité, maire délégué de Saint-Amand |

## Démographie
L'évolution du nombre d'habitants est connue à travers les recensements de la population effectués dans la commune depuis sa création.
En 2022, la commune comptait 2 523 habitants, en évolution de −1,33 % par rapport à 2016 (Manche : −0,31 %, France hors Mayotte : +2,11 %).
| 2015  | 2016  | 2017  | 2018  | 2022  |
| ----- | ----- | ----- | ----- | ----- |
| 2 584 | 2 557 | 2 529 | 2 502 | 2 523 |

## Culture locale et patrimoine

### Lieux et monuments

#### Patrimoine religieux
- L'église Saint-Symphorien de Saint-Symphorien-les-Buttes (XIe), inscrite au titre des monuments historiques[32].
- L'église de Saint-Amand (XIIe siècle, très remaniée), abritant un christ en croix du XIVe siècle classé au titre objet des monuments historiques[33].
- L'église de la Chapelle-du-Fest (XIXe), rénovée en 2007.
- Église Saint-Nicolas de Placy du XIIIe siècle, refaite au XVIIe.
- Tour de l'église Saint-Georges de Montaigu.

#### Patrimoine civil
- Ruine du château médiéval.
- Le manoir de  la Haute Chèvre (XVIIIe).
- Le château des Branches (XIXe).
- Le manoir du Bois (XIXe).
- Le manoir du Butel (XVIe) à Saint-Symphorien.

### Personnalités liées à la commune
- Jérémy Candy (né en 1990 à Saint-Amand), kayakiste de marathon.

## Pour approfondir